# Бандана (Кентуккі)
Бандана (англ. Bandana) — переписна місцевість (CDP) в США, в окрузі Баллард штату Кентуккі. Населення — 177 осіб (2020).

## Географія
Бандана розташована за координатами 37°8′42″ пн. ш. 88°56′32″ зх. д. / 37.14500° пн. ш. 88.94222° зх. д. (37.144901, -88.942121).  За даними Бюро перепису населення США в 2010 році переписна місцевість мала площу 4,89 км², з яких 4,89 км² — суходіл та 0,01 км² — водойми.

## Демографія
Згідно з переписом 2010 року, у переписній місцевості мешкали 203 особи в 77 домогосподарствах у складі 63 родин. Густота населення становила 41 особа/км².  Було 101 помешкання (21/км²).
Расовий склад населення:
| - 97,0 % — білих - 2,5 % — чорних або афроамериканців |

До двох чи більше рас належало 0,5 %. Частка іспаномовних становила 0,0 % від усіх жителів.
За віковим діапазоном населення розподілялося таким чином: 21,7 % — особи молодші 18 років, 59,1 % — особи у віці 18—64 років, 19,2 % — особи у віці 65 років та старші. Медіана віку мешканця становила 44,9 року. На 100 осіб жіночої статі у переписній місцевості припадало 95,2 чоловіків;  на 100 жінок у віці від 18 років та старших — 91,6 чоловіків також старших 18 років.
Середній дохід на одне домашнє господарство  становив 56 108 доларів США (медіана — 36 202), а середній дохід на одну сім'ю — 64 602 долари (медіана — 36 971). 
Цивільне працевлаштоване населення становило 52 особи. Основні галузі зайнятості: виробництво — 44,2 %, оптова торгівля — 30,8 %, фінанси, страхування та нерухомість — 25,0 %.